# 史墨
史墨，一說蔡氏，名墨，一作默，字黯，又称蔡史墨、蔡墨、史默、史黯，史为其职务史官之意。他是春秋时期晋国史官，他還會星占，生活的年代為晉頃公、晉定公執政時期。史墨曾为赵简子作过占卜。他認為事物都有两方面，而且成对出现。其著作有《周易义》。清朝王仁俊《玉函山房辑失书续编》辑有《周易史氏义》一卷。
前513年，赵简子赵鞅、荀寅铸刑鼎，蔡史墨认为范氏、中行氏怕要灭亡了。中行寅是下卿，但违反上命，擅铸刑鼎，范氏改变被庐之法律。赵孟是出于不得已，如果修养德行，还能避免祸患。
前511年十二月初一日，日食。当天夜里，赵鞅梦见一个孩子光着身子按着节拍唱歌跳舞，早晨让史墨占卜，史墨得出结论，六年以后十二月，吴国进入郢都。结局不能胜利。进入郢都在庚辰日。日月在苍龙之尾，庚午日，太阳开始有灾。火能克金，所以不能胜利。
前510年夏，吴国进攻越国，史墨认为不到四十年，越国会占有吴国。吴国进攻得到岁星照临的越国，必会受到岁星降下的灾祸。赵简子问史墨，季氏赶走鲁国国君，为什么还是百姓顺服，诸侯亲附，国君死在外边，没有人去惩罚。史墨回答，事物的存在有的成双、有的成三、有的成五、有的有辅佐。上天生了季氏辅佐鲁侯，已经很久了，所以百姓顺服。鲁君世代放纵安逸，季氏世代勤恳，百姓已经忘记了国君。社稷无常奉，君臣无常位。季氏从季友，至季文子、季武子，世代增加功业。鲁文公去世，东门遂杀死嫡子，立了庶子，鲁君就失掉了国政，已经是第四代。国君的要谨慎对待器物和名位，不可能随便给别人。
前486年，赵鞅为救援郑国而占卜，得到水流向火的卦象，询问史墨。史墨说：“盈（赵氏嬴姓），是水泊名称。子（宋国），是水的方位。名称方位相当，不能触犯，炎帝是火师，姜姓是他的后代。水胜火，攻打姜姓（齐国）就可以。”
前475年，吴王夫差问史黯为什么能成为君子。楚隆回答：“史黯这个人做官没有人讨厌他，不做官没有人诽谤他。”